# Tipula (Lunatipula) polycantha
Tipula (Lunatipula) polycantha is een tweevleugelige uit de familie langpootmuggen (Tipulidae). De soort komt voor in het Nearctisch gebied.